# Jean-Marie Muller

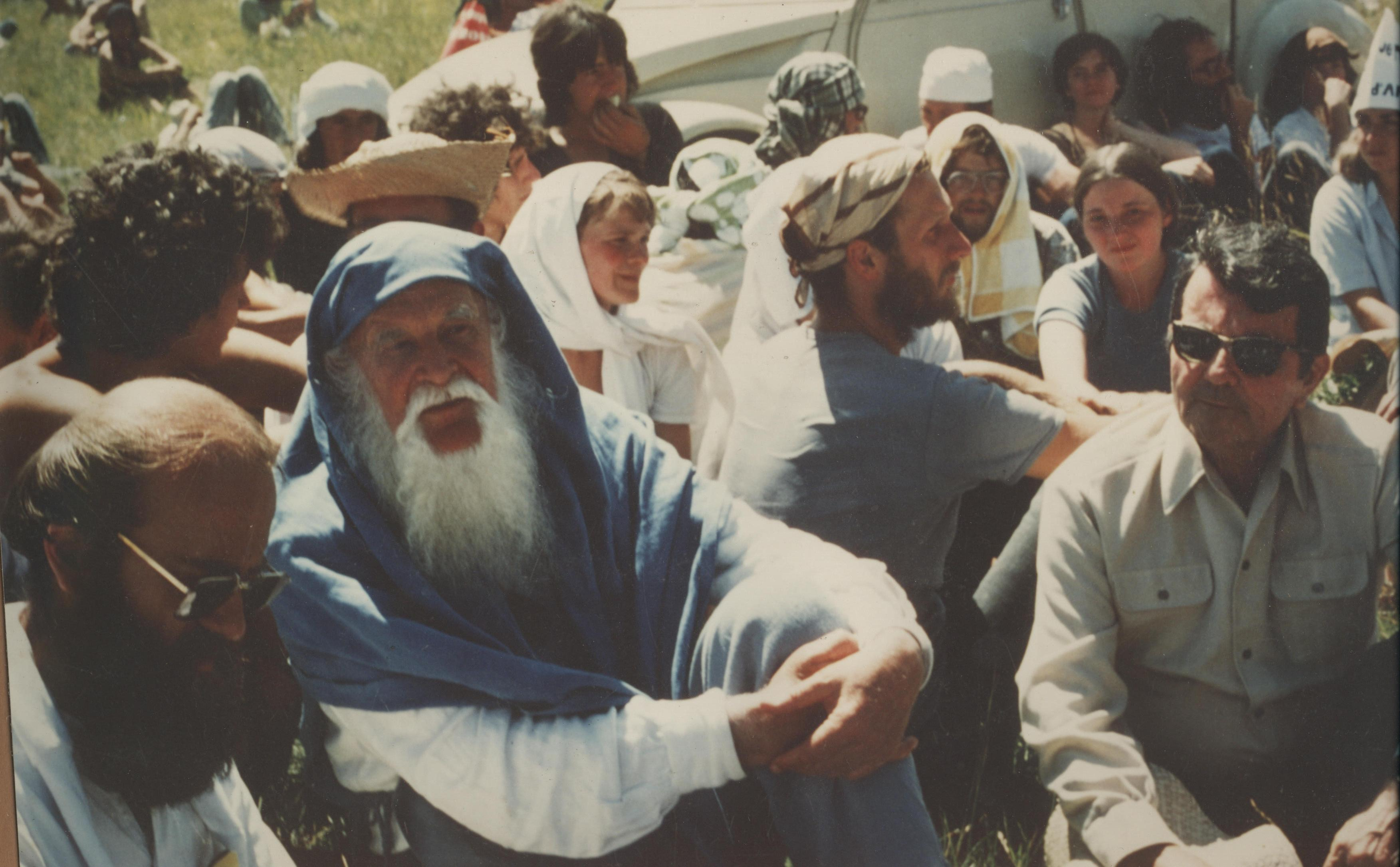
Muller amb Lanza del Vasto i Jacques Pâris de Bollardière durant les mobilitzacions del Larzac als anys 1970.

Jean-Marie Muller (Vesoul, 21 d'octubre de 1939) és un filòsof francès, especialista en Gandhi i la no-violència. Ell és director d'estudis a l'Institut de recherche sur la résolution non-violente des conflits També és el fundador del Mouvement pour une alternative non-violente, i un membre de la Junta d'Honor de la Coordination française pour la Décennie de la cultura de pau i no-violència. Sosté, des de la seva creació l'any 2001, el fons associatiu Non-Violence XXI.

## Obra
- L'Évangile de la non-violence, Fayard, 1969. ISBN 978-2-213-00119-7
- Le Défi de la non-violence, Le Cerf, 1976.
- César Chávez, un combat non-violent (en colaboración con Jean Kalman), Fayard/Le Cerf, 1977.
- Stratégie de l'action non-violente, Le Seuil, 1981. ISBN 978-2-02-005777-6
- Vous avez dit : « Pacifisme ? », de la menace nucléaire à la défense civile non-violente, Le Cerf, 1984.
- La Dissuasion civile, (en colaboración con Christian Mellon i Jacques Sémelin, Fondation pour les Etudes de défense nationale, 1985.
- Lexique de la non-violence, IRNC, 1988.
- La Nouvelle Donne de la paix, Ed. du Témoignage Chrétien, 1992.
- Désobéir à Vichy, la résistance civile des fonctionnaires de police, PU de Nancy, 1994.
- Gandhi, la sagesse de la non-violence, Desclée de Brouwer, 1994. ISBN 978-2-220-03554-3
- Simone Weil, l'exigence de non-violence, Desclée de Brouwer, 1995. ISBN 978-2-220-03623-6
- Comprendre la non-violence, Ed. NVA, 1995.
- Le Principe de non-violence. Parcours philosophique, Desclée de Brouwer, 1995. ISBN 978-2-220-03733-2 ISBN 978-0-9839862-8-7
- Guy-Marie-Joseph Riobé et Jacques Gaillot. Portraits croisés, Desclée de Brouwer, 1996. ISBN 978-2-220-03801-8
- Paroles de non-violence, Albin Michel, 1996. ISBN 978-2-226-08238-1
- Principes et méthodes de l'intervention civile, Desclée de Brouwer/Éditions Charles Léopold Mayer, 1996, ISBN 978-2-220-03983-1.
- Gandhi l'insurgé. L'épopée de la Marche du sel, Albin Michel, 1997. ISBN 978-2-226-09408-7
- Vers une culture de non-violence avec Alain Refalo, Dangles, 1999. ISBN 978-2-7033-0503-3
- Le courage de la non-violence, Editions du Relié, 2001. ISBN 978-2-909698-69-4
- Charles de Foucauld: Homme de paix ou moine-soldat, La Découverte, 2002. ISBN 978-2-7071-3854-5
- De la non-violence en éducation, París, 2002, UNESCO, Préface de Koïchiro Matsuura, Directeur général de l’UNESCO, 72 p.
- Quelle éthique après le 11 septembre ?, Col·lectiu, 2003 ISBN 9782747551250
- Délégitimer la violence, Centre de ressources sur la non-violence de Midi-Pyrénées, Colomiers, 2004, 42 p.
- Dictionnaire de la non-violence, Les Editions du Relié, 2005, 401 p. ISBN 9782914916561
- Choisir la non-violence pour rendre un autre monde possible, Centre de ressources sur la non-violence de Midi-Pyrénées, Colomièrs, 2006, 56 p.
- La non-violence en action, Éditions du Man, París, 2007, 88 p.
- Gandhi, sage et stratège de la non-violence, en coll. avec Alain Refalo, Centre de ressources sur la non-violence de Midi-Pyrénées, Colomièrs, 2007, 88 p.
- Désarmer les dieux, Le christianisme et l'islam, au regard de l'exigence de non-violence, Le Relié Poche, 2010.
- Supplique à un prix Nobel en guerre, Editions des îlots de résistance, París, 2010.
- Les Français peuvent-ils vouloir renoncer à l'arme nucléaire ?, Les Editions du Mouvement pour une Alternative non-violente, 2010.
- L'impératif de désobéissance, Fondements philosophiques et stratégiques de la désobéissance civile, Le Passager clandestin, 2011, 288 p., ISBN 9782916952550